# Regulacija številčnosti populacije
Regulacija številčnosti populacije se nanaša na povečanje ali zmanjšanje števila osebkov populacije. Je proces prilagajanja številčnosti populacije spreminjajočim razmeram življenjskega okolja v katerem biva dotična populacija. Na številčnost populacije vplivajo biotski dejavniki in abiotski dejavniki. Med biotskimi dejavniki so zelo pomembni odnosi v okviru populacije. Če je populacija zelo številčna, lahko delujejo mehanizmi regulacije kot so: zmanjšanje rodnosti, emigracija, povečanje umrljivosti osebkov... Abiotski dejavniki pa delujejo neodvisno od velikosti populacije. Nepričakovane neugodne podnebne spremembe (poplave, vetrovi, zmrzali ...) lahko povzročijo zmanjšanje številčnosti populacije, ugodne podnebne spremembe pa lahko povzročijo povečanje številčnosti populacije. Poznavanje načinov in dejavnikov regulacije številčnosti populacije je pomembno predvsem z vidika varstva poljščin in gozdov pred množičnim napadom škodljivcev.